# Monoxia schizonycha
Monoxia schizonycha är en skalbaggsart som beskrevs av Blake 1939. Monoxia schizonycha ingår i släktet Monoxia och familjen bladbaggar. Inga underarter finns listade i Catalogue of Life.